# 1059-es busz
Az 1059-es jelzésű autóbuszvonal egy Budapest és Nyíregyháza (2012-ig Fehérgyarmat) között közlekedő országos járat volt, amelyet a Volánbusz Zrt. üzemeltetett tanévben csütörtökön, pénteken és vasárnap, Polgár és Tiszavasvári érintésével.

## Útvonala
Budapest Stadion autóbusz-pályaudvarról indult. A Hungária körúton haladt az M3-as bevezető felé. Az autópálya 175. kilométerénél található lehajtónál (Görbeháza/Polgár) letért a szakaszról, első megállója a néhai Polgár vasútállomás mellett volt található. A váróterem érintése után a 36-os főúton ment tovább. Az újtikosi elágazáshoz érkezett, melyet 8 kilométer múlva Tiszavasvári városa követett. Maradék fél órájában Nagycserkeszen állt meg még egy helyen. Miután elsuhant a Nyíregyházához tartozó bokortanyák határában, a megyeszékhely autóbusz állomására ért, itt végállomásozott. 2012 decemberéig, még amikor a Szabolcs Volán Zrt. üzemeltette a vonalat, egészen a 80 kilométerre fekvő Fehérgyarmatig közlekedett vasárnap 1 pár járat. Ekkortól megszűnt ez a lehetőség.
Ellentétes irányban útvonala változatlan volt.

## Közlekedése
Tanévben csütörtökön, pénteken és vasárnap közlekedett, naponta egy-egy párral. Nyíregyházáról az egyik indítás reggel, a maradék délután, este, késő este nyomta le kilométereit. A Volánbusz 2020. május 15. dátummal megszűntette a vonalat, napjainkban a főváros egy átszállással érhető el innen busszal, átszállás nélkül vonattal a Keleti pályaudvarra lehet eljutni.
| Útvonala                                            | Indításszáma | Közlekedése          |
| --------------------------------------------------- | ------------ | -------------------- |
| Budapest, Stadion aut. pu. – Nyíregyháza, aut. áll. | 1 pár        | tanévben csütörtökön |
| Budapest, Stadion aut. pu. – Nyíregyháza, aut. áll. | 1 pár        | tanévben pénteken    |
| Budapest, Stadion aut. pu. – Nyíregyháza, aut. áll. | 1 pár        | tanévben vasárnap    |

## Megállóhelyei
| 0                                                                                   | Budapest, Stadion autóbusz-pályaudvar végállomás | 0.0 km   | 95, 130, 195 396, 397, 398, 399, 400, 402, 410, 412, 414, 422, 424, 430, 432, 434, 435, 436, 437, 438, 439, 440, 441, 442, 485, 486 1020, 1021, 1024, 1031, 1032, 1034, 1037, 1039, 1040, 1045, 1046, 1049, 1050, 1051, 1052, 1054, 1057, 1060, 1061, 1063, 1067, 1068, 1069, 1070, 1071, 1075, 1076, 1077, 1078 75, 77, 80, 80A 1                                             |
| Nyíregyháza felé csak felszállás, Nyíregyháza felől csak leszállás kísérelhető meg. |                                                  |          | |
| 1                                                                                   | Budapest, Kacsóh Pongrác út                      | 3.8 km   | 25, 32, 225 396, 397, 398, 399, 400, 402, 412, 414, 422, 424, 432, 434, 435, 436, 437, 438, 439, 442 1020, 1021, 1024, 1032, 1034, 1037, 1039, 1040, 1045, 1046, 1049, 1050, 1051, 1052, 1054, 1057, 1061, 1063, 1067, 1068, 1069, 1071, 1076 74, 74A 1, 3, 69 |
| 2                                                                                   | Budapest, Szerencs utca                          | 7.7 km   | 225, 96, 296, 296A 396, 397, 398, 399, 400, 402, 412, 414, 422, 424, 432, 434, 435, 436, 437, 438, 439, 442 1020, 1021, 1024, 1034, 1037, 1039, 1040, 1045, 1046, 1049, 1050, 1051, 1052, 1054, 1057, 1061, 1063, 1067, 1068, 1069, 1071, 1076 |
| 3                                                                                   | Polgár, vasútállomás bejárati út                 | 174.7 km | 1372, 1450 3960, 4463, 4482, 4484 |
| 4                                                                                   | Polgár, autóbusz-váróterem                       | 176.4 km | 1057, 1341, 1369, 1370, 1372, 1374, 1424, 1426, 1427, 1450 3739, 3950, 3952, 3960, 4241, 4463, 4482, 4484, 4488 |
| 5                                                                                   | Polgár, nyíregyházi útelágazás                   | 177.5 km | 1055, 1370, 1426, 1427 3950, 3952, 4241 |
| 6                                                                                   | Újtikosi elágazás                                | 184.3 km | 1341, 1370, 1426, 1427 3950, 3952, 4241 |
| 7                                                                                   | Tiszavasvári, Józsefháza                         | 193.0 km | 1370, 1424, 1426 3952 |
| 8                                                                                   | Tiszavasvári, Fazekas Mihály utca                | 199.3 km | 1370, 1426 3952 |
| 9                                                                                   | Tiszavasvári, Városháza tér                      | 200.0 km | 1341, 1370, 1424, 1426, 1427 3952, 4240, 4244, 4467 |
| 10                                                                                  | Tiszavasvári, posta                              | 200.5 km | 1341, 1370, 1424, 1426, 1427 3952, 4240, 4244, 4467 |
| 11                                                                                  | Tiszavasvári, iskola                             | 201.2 km | 1341, 1370, 1424, 1426, 1427 3952, 4240, 4244, 4467 |
| 12                                                                                  | Nagycserkesz, autóbusz-váróterem                 | 215.8 km | 1341, 1370, 1424, 1426, 1427 4239, 4240 |
| 13                                                                                  | Nyíregyháza, autóbusz-állomás végállomás         | 228.2 km | 1, 1A, 2, 2Y, 3, 4, 4Y, 6, 16, 24, 40, H31, H31X, H31Y, H32, H33, H35, H40, H40L 1341, 1369, 1370, 1424, 1426, 1427, 1446, 1449 3881, 3887, 4200, 4201, 4202, 4203, 4205, 4206, 4207, 4208, 4209, 4210, 4211, 4212, 4213, 4214, 4215, 4216, 4217, 4218, 4219, 4220, 4221, 4222, 4224, 4225, 4231, 4232, 4233, 4234, 4235, 4236, 4237, 4238, 4239, 4240, 4243, 4253, 4303, 4304 |